# Swedish Open
Swedish Open — назва чоловічого та жіночого тенісних турнірів, що проводяться щороку в липні в шведському місті Бостад на відкритих ґрунтових кортах. Чоловічий турнір входить до серії Світовий тур ATP 250. Він проходить із 1948 року. Його поточним спонсором є фірма Skistar. Жіночий турнір теж почався 1948 року, але в 1990-му її замінила турнір Nordea Nordic Light Open, місцем проведення якого був Стокгольм. У 2009-му турнір повернувся в Бостад.

## Фінали

### Чоловіки, одиночний розряд
| Рік  | Чемпіон                                             | Фіналіст                                            | Рахунок                                             |
| ---- | --------------------------------------------------- | --------------------------------------------------- | --------------------------------------------------- |
| 1948 | Ерік Стерджесс                                      | Енріке Мореа                                        | 6–2, 7–5, 6–4                                       |
| 1949 | Ерік Стерджесс                                      | Торнстен Юханссон                                   | 6–1, 6–0, 6–4                                       |
| 1950 | Ерік Стерджесс                                      | Торнстен Юханссон                                   | 5–7, 7–5, 6–3, 6–4                                  |
| 1951 | Феліссімо Ампон                                     | Раймундо Дейро                                      | 9–7, 6–0, 6–1                                       |
| 1952 | Бадж Петті                                          | Мервін Роуз                                         | 6–4, 6–3, 4–6, 6–3                                  |
| 1953 | Бадж Петті                                          | Свен Давідсон                                       | 6–4, 7–5, 6–8, 6–4                                  |
| 1954 | Бадж Петті                                          | Рекс Гартвіг                                        | 7–5, 2–6, 3–6, 8–6, 6–4                             |
| 1955 | Гем Річардсон                                       | Мервін Роуз                                         | 4–6, 6–2, 6–4, 6–2                                  |
| 1956 | Кен Роузволл                                        | Керт Нільсен                                        | 7–5, 6–3, 6–1                                       |
| 1957 | Ульф Шмідт                                          | Свен Давідсон                                       | 4–6, 6–4, 6–3, 6–3                                  |
| 1958 | Ешлі Купер                                          | Мервін Роуз                                         | 2–6, 2–6, 6–3, 6–4, 6–3                             |
| 1959 | Луїс Аяла                                           | Раманатан Крішнан                                   | 6–1, 6–1, 5–7, 6–1                                  |
| 1960 | Луїс Аяла                                           | Раманатан Крішнан                                   | 6–1, 6–0, 6–4                                       |
| 1961 | Ульф Шмідт                                          | Ніл Фрейзер                                         | 6–3, 6–4, 7–5                                       |
| 1962 | Мануель Сантана                                     | Ян-Ерік Лундквіст                                   | 4–6, 5–7, 6–4, 7–5, 6–3                             |
| 1963 | Ян-Ерік Лундквіст                                   | Боро Йованович                                      | 6–4, 7–5, 6–4                                       |
| 1964 | Род Емерсон                                         | Нікола Павич                                        | 1–6, 7–5, 6–1, 6–2                                  |
| 1965 | Мануель Сантана                                     | Род Емерсон                                         | 6–1, 6–1, 6–4                                       |
| 1966 | Олександр Метревелі                                 | Мануель Сантана                                     | 3–6, 2–6, 6–1, 7–5, 6–4                             |
| 1967 | Мартін Малліген                                     | Емерсон, Лундквіст, Оккер                           | коловий турнір                                      |
| 1968 | Мартін Малліген                                     | Йон Ціріак                                          | 8–6, 6–4, 6–4                                       |
| 1969 | Мануель Сантана                                     | Йон Ціріак                                          | 8–6, 6–4, 6–1                                       |
| 1970 | Дік Крілі                                           | Жорж Гован                                          | 6–3, 6–1, 6–1                                       |
| 1971 | Іліє Настасе                                        | Ян Лешлі                                            | 6–7, 6–2, 6–1, 6–4                                  |
| 1972 | Мануель Орантес                                     | Іліє Настасе                                        | 6–4, 6–3, 6–1                                       |
| 1973 | Стен Сміт                                           | Мануель Орантес                                     | 6–4, 6–2, 7–6                                       |
| 1974 | Бйорн Борг                                          | Адріано Панатта                                     | 6–3, 6–0, 6–7, 6–3                                  |
| 1975 | Мануель Орантес                                     | Хозе Ігерас                                         | 6–0, 6–3                                            |
| 1976 | Антоніо Дзугареллі                                  | Коррадо Барадзутті                                  | 4–6, 7–5, 6–2                                       |
| 1977 | Коррадо Барадзутті                                  | Балас Тарочі                                        | 7–6, 6–7, 6–2                                       |
| 1978 | Бйорн Борг                                          | Коррадо Барадзутті                                  | 6–1, 6–2                                            |
| 1979 | Бйорн Борг                                          | Балас Тарочі                                        | 6–1, 7–5                                            |
| 1980 | Балас Тарочі                                        | Тоні Джаммалва                                      | 6–3, 3–6, 7–6                                       |
| 1981 | Тьєррі Тюлан                                        | Андерс Яррід                                        | 6–2, 6–3                                            |
| 1982 | Матс Віландер                                       | Генрік Сундстрем                                    | 6–4, 6–4                                            |
| 1983 | Матс Віландер                                       | Андерс Яррід                                        | 6–1, 6–2                                            |
| 1984 | Генрік Сундстрем                                    | Андерс Яррід                                        | 3–6, 7–5, 6–3                                       |
| 1985 | Матс Віландер                                       | Стефан Едберг                                       | 6–1, 6–0                                            |
| 1986 | Еміліо Санчес                                       | Матс Віландер                                       | 7–6, 4–6, 6–4                                       |
| 1987 | Йоакім Нюстрем                                      | Стефан Едберг                                       | 4–6, 6–0, 6–3                                       |
| 1988 | Марчело Філіппіні                                   | Франческо Канчеллотті                               | 2–6, 6–4, 6–4                                       |
| 1989 | Паоло Кане                                          | Бруно Орешар                                        | 7–6, 7–6                                            |
| 1990 | Річард Фромберг                                     | Магнус Ларссон                                      | 6–2, 7–6                                            |
| 1991 | Магнус Густафссон                                   | Альберто Манчіні                                    | 6–1, 6–2                                            |
| 1992 | Магнус Густафссон                                   | Томас Карбонелл                                     | 5–7, 7–5, 6–4                                       |
| 1993 | Горст Шкофф                                         | Рональд Аженор                                      | 7–5, 1–6, 6–0                                       |
| 1994 | Бернд Карбахер                                      | Горст Шкофф                                         | 6–4, 6–3                                            |
| 1995 | Фернандо Меліжені                                   | Хрістіан Руд                                        | 6–4, 6–4                                            |
| 1996 | Магнус Густафссон                                   | Андрій Медведєв                                     | 6–1, 6–3                                            |
| 1997 | Магнус Норман                                       | Хуан Антоніо Мартін                                 | 7–5, 6–2                                            |
| 1998 | Магнус Густафссон                                   | Андрій Медведєв                                     | 6–2, 6–3                                            |
| 1999 | Хуан Антоніо Мартін                                 | Андреас Вінчігерра                                  | 6–4, 7–6(7–4)                                       |
| 2000 | Магнус Норман                                       | Андреас Вінчігерра                                  | 6–1, 7–6(8–6)                                       |
| 2001 | Андреа Гауденці                                     | Богдан Улірах                                       | 7–5, 6–3                                            |
| 2002 | Карлос Моя                                          | Юнес Ель Анауї                                      | 6–3, 2–6, 7–5                                       |
| 2003 | Маріано Сабалета                                    | Ніколас Лапентті                                    | 6–3, 6–4                                            |
| 2004 | Маріано Сабалета                                    | Гастон Гаудіо                                       | 6–1, 4–6, 7–6(7–4)                                  |
| 2005 | Рафаель Надаль                                      | Томаш Бердих                                        | 2–6, 6–2, 6–4                                       |
| 2006 | Томмі Робредо                                       | Микола Давиденко                                    | 6–2, 6–1                                            |
| 2007 | Давид Феррер                                        | Ніколас Альмагро                                    | 6–1, 6–2                                            |
| 2008 | Томмі Робредо                                       | Томаш Бердих                                        | 6–4, 6–1                                            |
| 2009 | Робін Седерлінг                                     | Хуан Монако                                         | 6–3, 7–6(7–4)                                       |
| 2010 | Ніколас Альмагро                                    | Робін Седерлінг                                     | 7–5, 3–6, 6–2                                       |
| 2011 | Робін Седерлінг                                     | Давид Феррер                                        | 6–2, 6–2                                            |
| 2012 | Давид Феррер                                        | Ніколас Альмагро                                    | 6–2, 6–2                                            |
| 2013 | Карлос Берлок                                       | Фернандо Вердаско                                   | 7–5, 6–1                                            |
| 2014 | Пабло Куевас                                        | Жоан Соуза                                          | 6–2, 6–1                                            |
| 2015 | Бенуа Пер                                           | Томмі Робредо                                       | 7–6(9–7), 6–3                                       |
| 2016 | Альберт Рамос-Віньолас                              | Фернандо Вердаско                                   | 6–3, 6–4                                            |
| 2017 | Давид Феррер                                        | Олександр Долгополов                                | 6–4, 6–4                                            |
| 2018 | Фабіо Фоніні                                        | Рішар Гаске                                         | 6–3, 3–6, 6–1                                       |
| 2019 | Ніколас Джаррі                                      | Хуан Ігнасіо Лондеро                                | 7–6(9–7), 6–4                                       |
| 2020 | Не проводився через пандемію коронавірусної хвороби | Не проводився через пандемію коронавірусної хвороби | Не проводився через пандемію коронавірусної хвороби |
| 2021 | Каспер Рууд                                         | Федеріко Корія                                      | 6–3, 6–3                                            |
| 2022 | Франсіско Черундоло                                 | Себастьян Баес                                      | 7–6(7–4), 6–2                                       |
| 2023 | Андрій Рубльов                                      | Каспер Рууд                                         | 7–6(7–3), 6–0                                       |
| 2024 | Nuno Borges                                         | Рафаель Надаль                                      | 6–3, 6–2                                            |
| 2025 | Лук'яно Дардері                                     | Єспер де Йонґ                                       | 6–4, 3–6, 6–3                                       |

### Чоловіки, парний розряд
| Рік  | Чемпіонки                                           | Фіналістки                                          | Рахунок                                             |
| ---- | --------------------------------------------------- | --------------------------------------------------- | --------------------------------------------------- |
| 1954 | Кен Роузволл Рекс Гартвіг                           | Тоні Траберт Бадж Петті                             | 12–14, 8–6, 6–1, 6–3                                |
|      |                                                     |                                                     |                                                     |
| 1958 | Мервін Роуз Ashley Cooper                           | Pancho Contreras Маріо Льямас                       | 6–2, 6–1, 6–2                                       |
| 1959 | Луїс Аяла Раманатхан Крішнан                        | Свен Давідсон Торстен Йоханссон                     | 7–5, 6–3, 3–6, 6–1                                  |
|      |                                                     |                                                     |                                                     |
| 1969 | Іліє Настасе Йон Ціріак                             | Мануель Орантес Мануель Сантана                     | 6–3, 6–4                                            |
| 1970 | Дік Крілі Аллан Стоун                               | Желько Франулович Ян Кодеш                          | 6–2, 2–6, 12–10                                     |
| 1971 | Іліє Настасе Йон Ціріак                             | Хайме Пінто Браво Батч Сівейджен                    | 7–6, 6–1                                            |
| 1972 | Не проводився                                       | Не проводився                                       | Не проводився                                       |
| 1973 | Нікола Пилич Стен Сміт                              | Боб Кармайкл Фрю Макміллан                          | 2–6, 6–4, 6–4                                       |
| 1974 | Паоло Бертолуччі Адріано Панатті                    | Ове Нільс Бенгтсон Бйорн Борг                       | 3–6, 6–2, 6–4                                       |
| 1975 | Ове Нільс Бенгтсон Бйорн Борг                       | Хуан Хісберт Мануель Орантес                        | 7–6, 7–5                                            |
| 1976 | Фред Макнеер Шервуд Стюарт                          | Войцех Фібак Хуан Хісберт                           | 6–3, 6–4                                            |
| 1977 | Марк Едмондсон John Marks                           | Жан-Луї Ейє Франсуа Жоффре                          | 6–4, 6–0                                            |
| 1978 | Боб Кармайкл Марк Едмондсон                         | Петер Соке Балаж Тароці                             | 7–5, 6–4                                            |
| 1979 | Гайнц Ґюнтгардт Боб Г'юїтт                          | Марк Едмондсон John Marks                           | 6–2, 6–2                                            |
| 1980 | Гайнц Ґюнтгардт Markus Günthardt                    | Джон Фівер Пітер Макнамара                          | 6–4, 6–4                                            |
| 1981 | Марк Едмондсон Джон Фіцджеральд                     | Андерс Яррід Ганс Сімонссон                         | 2–6, 7–5, 6–0                                       |
| 1982 | Андерс Яррід Ганс Сімонссон                         | Йоакім Нюстром Матс Віландер                        | 0–6, 6–3, 7–6                                       |
| 1983 | Йоакім Нюстром Матс Віландер                        | Андерс Яррід Ганс Сімонссон                         | 1–6, 7–6, 7–6                                       |
| 1984 | Ян Гуннарссон Michael Mortensen                     | Хуан Аведаньйо Фернандо Роезе                       | 6–0, 6–0                                            |
| 1985 | Стефан Едберг Андерс Яррід                          | Серхіо Касаль Еміліо Санчес                         | 6–0, 7–6                                            |
| 1986 | Серхіо Касаль Еміліо Санчес                         | Craig Campbell Джой Райв                            | 6–4, 6–2                                            |
| 1987 | Стефан Едберг Андерс Яррід                          | Еміліо Санчес Хав'єр Санчес                         | 7–6, 6–3                                            |
| 1988 | Патрік Баур Удо Ріглевскі                           | Стефан Едберг Ніклас Кроон                          | 6–7, 6–3, 7–6                                       |
| 1989 | Пер Генрікссон Nicklas Utgren                       | Йозеф Чігак Карел Новачек                           | 7–5, 6–2                                            |
| 1990 | Ронні Ботман Рікард Берг                            | Ян Гуннарссон Удо Ріглевскі                         | 6–1, 6–4                                            |
| 1991 | Ронні Ботман Рікард Берг                            | Магнус Густафссон Андерс Яррід                      | 6–4, 6–4                                            |
| 1992 | Томас Карбонелл Крістіан Мініуссі                   | Крістіан Берґстрем Магнус Густафссон                | 6–4, 7–5                                            |
| 1993 | Генрік Гольм Андерс Яррід                           | Браян Девенінг Томас Нюдаль                         | 6–1, 3–6, 6–3                                       |
| 1994 | Ян Апелль Йонас Бйоркман                            | Ніклас Культі Мікаель Тільстрем                     | 6–2, 6–3                                            |
| 1995 | Ян Апелль Йонас Бйоркман                            | Джон Айрленд Ендрю Кратцманн                        | 6–3, 6–0                                            |
| 1996 | Давід Екерот Джефф Таранго                          | Джошуа Ігл Петер Нюборґ                             | 6–4, 3–6, 6–4                                       |
| 1997 | Ніклас Культі Мікаель Тільстрем                     | Магнус Густафссон Магнус Ларссон                    | 6–0, 6–3                                            |
| 1998 | Магнус Густафссон Магнус Ларссон                    | Лен Бейл Піт Норвал                                 | 6–4, 6–2                                            |
| 1999 | Девід Адамс Джефф Таранго                           | Ніклас Культі Мікаель Тільстрем                     | 7–6(8–6), 6–4                                       |
| 2000 | Ніклас Культі Мікаель Тільстрем                     | Андреа Гауденці Дієго Наргісо                       | 4–6, 6–2, 6–3                                       |
| 2001 | Карстен Браш Єнс Кніппшильд                         | Сімон Аспелін Ендрю Кратцманн                       | 7–6(3), 4–6, 7–6(7–5)                               |
| 2002 | Йонас Бйоркман Тодд Вудбрідж                        | Пол Генлі Michael Hill                              | 7–6(8–6), 6–4                                       |
| 2003 | Сімон Аспелін Массімо Бертоліні                     | Lucas Arnold Маріано Худ                            | 6–7(3–7), 6–0, 6–4                                  |
| 2004 | Магеш Бгупаті Йонас Бйоркман                        | Сімон Аспелін Todd Perry                            | 4–6, 7–6(7–2), 7–6(8–6)                             |
| 2005 | Йонас Бйоркман Йоахім Йоханссон                     | Хосе Акасусо Себастьян Прієто                       | 6–2 6–3                                             |
| 2006 | Йонас Бйоркман Томас Йоханссон                      | Крістофер Кас Олівер Марах                          | 6–3, 4–6, [10–4]                                    |
| 2007 | Сімон Аспелін Юліан Ноул                            | Мартін Гарсія Себастьян Прієто                      | 6–2, 6–4                                            |
| 2008 | Йонас Бйоркман Робін Содерлінг                      | Юган Брунстрем Жан-Жульєн Роєр                      | 6–2, 6–2                                            |
| 2009 | Ярослав Левинський Філіп Полашек                    | Роберт Ліндстедт Робін Содерлінг                    | 1–6, 6–3, [10–7]                                    |
| 2010 | Роберт Ліндстедт Горія Текеу                        | Андреас Сеппі Сімоне Ваньйоцці                      | 6–4, 7–5                                            |
| 2011 | Роберт Ліндстедт Горія Текеу                        | Сімон Аспелін Андреас Сільєстрем                    | 6–3, 6–3                                            |
| 2012 | Роберт Ліндстедт Горія Текеу                        | Александер Пея Бруно Соарес                         | 6–3, 7–6(7–5)                                       |
| 2013 | Ніколас Монро Зімон Штадлер                         | Карлос Берлок Альберт Рамос                         | 6–2, 3–6, [10–3]                                    |
| 2014 | Юган Брунстрем Ніколас Монро                        | Жеремі Шарді Олівер Марах                           | 4–6, 7–6(7–5), [10–7]                               |
| 2015 | Жеремі Шарді Лукаш Кубот                            | Хуан Себастьян Кабаль Роберт Фара                   | 6–7(6–8), 6–3, [10–8]                               |
| 2016 | Марсель Гранольєрс Давід Марреро                    | Маркус Даніелл Марсело Демолінер                    | 6–2, 6–3                                            |
| 2017 | Юліан Ноул Філіпп Пецшнер                           | Сандер Арендс Матве Мідделкоп                       | 6–2, 3–6, [10–7]                                    |
| 2018 | Хуліо Перальта Орасіо Себальйос                     | Сімоне Болеллі Фабіо Фоніні                         | 6–3, 6–4                                            |
| 2019 | Сандер Жіє Йоран Вліґен                             | Федеріко Дельбоніс Орасіо Себальйос                 | 6–7(5–7), 7–5, [10–5]                               |
| 2020 | Не проводився через пандемію коронавірусної хвороби | Не проводився через пандемію коронавірусної хвороби | Не проводився через пандемію коронавірусної хвороби |
| 2021 | Сандер Арендс Давід Пел                             | Андре Бегеманн Альбано Оліветті                     | 6–4, 6–2                                            |
| 2022 | Давід Веґа Ернандес Рафаель Матос                   | Сімоне Болеллі Фабіо Фоніні                         | 6–4, 3–6, [13–11]                                   |
| 2023 | Ґонсало Ескобар Олександр Недовєсов                 | Франсіску Кабрал Рафаель Матос                      | 6–2, 6–2                                            |
| 2024 | Орландо Луц Рафаель Матос                           | Мануель Гінар Грегуар Жак                           | 7–5, 6–4                                            |
| 2025 | Гвідо Андреоцці Сандер Арендс                       | Адам Павласек Ян Зелінський                         | 6–7(4–7), 7–5, [10–6]                               |

### Жінки, одиночний розряд
| Рік                        | Чемпіонка                                           | Фіналіска                                           | Рахунок                                             |
| -------------------------- | --------------------------------------------------- | --------------------------------------------------- | --------------------------------------------------- |
| 1948                       | Гільде Сперлінг                                     | Ядвіга Єндзейовська                                 | 8–6, 0–6, 6–1                                       |
| 1949                       | Телма Лонг                                          | Гільде Сперлінг                                     | 6–2, 6–3                                            |
| 1950                       | Телма Лонг (2)                                      | Гільде Сперлінг                                     | 3–6, 6–2, 6–4                                       |
| 1951                       | Ненсі Вінн Болтон                                   | Сольвейг Густавссон                                 | 6–3, 6–1                                            |
| 1952                       | Гейзел Редік-Сміт                                   | Джулія Віпплінгер                                   | 6–2, 8–6                                            |
| 1953                       | Морін Конноллі                                      | Джулія Семпсон                                      | 6–1, 6–3                                            |
| 1954                       | Біргіт Гулльбрадссон-Санден                         | Міллі Вагн-Нільсен                                  | 6–2, 6–2                                            |
| 1955                       | Доріс Гарт                                          | Рут Кауфман                                         | 6–3, 9–7                                            |
| 1956                       | Енн Бакстон                                         | Біргіт Гулльбрадссон                                | 3–6, 6–3, 6–4                                       |
| 1957                       | Шерлі Блумер                                        | Йола Рамірес                                        | 7–5, 6–4                                            |
| 1958                       | Гетер Сігал                                         | Керол Фегерос                                       | 2–6, 6–0, 6–0                                       |
| 1959                       | Беверлі Бейкер Флейтц                               | Джоан Джонсон                                       | 6–4, 6–1                                            |
| 1960                       | Леа Періколі                                        | Сільвана Лаццаріно                                  | 3–6, 7–5, 6–2                                       |
| 1961                       | Бельмар Гундерсен                                   |                                                     |                                                     |
| 1962                       | Марія Буено                                         |                                                     |                                                     |
| 1963                       | Едда Будінг                                         |                                                     |                                                     |
| 1964                       | Донна Фалес                                         |                                                     |                                                     |
| 1965                       | Крістіна Сандберг                                   |                                                     |                                                     |
| 1966                       | Крістіна Сандберг (2)                               |                                                     |                                                     |
| 1967                       | Франсуаз Дюрр                                       | Розі Казалс                                         | 7–5, 2–6, 6–2                                       |
| 1968                       | Джулі Гелдман                                       | Кетлін Гартер                                       | default                                             |
| 1969                       | Пічес Барткович                                     | Крістіна Сандберг                                   | 5–7, 6–4, 6–2                                       |
| 1970                       | Пічес Барткович (2)                                 | Інгрід Бентзер                                      | 6–1, 6–1                                            |
| 1971                       | Гельга Мастгофф                                     | Інгрід Бентзер                                      | 4–6, 6–1, 6–3                                       |
| 1972                       | Інгрід Бентзер                                      | Крістіна Сандберг                                   | 2–6, 6–3, 8–6                                       |
| 1973                       | Глиміс Коулз                                        | Крістіна Сандберг                                   | 4–6, 6–4, 6–3                                       |
| 1974                       | Сью Баркер                                          | Марейке Схар                                        | 6–1, 7–5                                            |
| 1975                       | Сью Баркер (2)                                      | Гельга Нільсен Мастгофф                             | 6–4, 6–0                                            |
| 1976                       | Рената Томанова                                     | Гелена Анліот                                       | 6–3, 6–2                                            |
| 1977                       | Флорента Міхай                                      | Страттерз                                           | 6–4, 6–4                                            |
| 1978                       | Еллі Аппель-Вессіс                                  | Сільвія Ганіка                                      | 6–2, 6–4                                            |
| 1979                       | Елізабет Екблом                                     |                                                     |                                                     |
| 1980                       | Вірджинія Рузічі                                    | Ніна Бом                                            | 6–2, 7–5                                            |
| 1981                       | Лена Сандін                                         |                                                     |                                                     |
| 1982                       | Лена Сандін (2)                                     | Мануела Малеєва                                     | 6–7, 7–5, 6–3                                       |
| 1983                       | Вірджинія Рузічі (2)                                |                                                     |                                                     |
| 1984                       | Анетт Галлі                                         |                                                     |                                                     |
| 1985                       | Марія Ліндстрем                                     |                                                     |                                                     |
| 1986                       | Катаріна Ліндквіст                                  |                                                     |                                                     |
| 1987                       | Сандра Чеккіні                                      | Катаріна Ліндквіст                                  | 6–4, 6–4                                            |
| 1988                       | Ізабель Куето                                       | Сандра Чеккіні                                      | 7–5, 6–1                                            |
| 1989                       | Катеріна Малєєва                                    | Забіне Гак                                          | 6–1, 6–3                                            |
| 1990                       | Сандра Чеккіні (2)                                  | Чилла Бартош                                        | 6–1, 6–2                                            |
| 1991–2008                  | Не проводився                                       | Не проводився                                       | Не проводився                                       |
| 2009                       | Марія Хосе Мартінес Санчес                          | Каролін Возняцкі                                    | 7–5, 6–4                                            |
| 2010                       | Араван Резаї                                        | Хісела Дулко                                        | 6–3, 4–6, 6–4                                       |
| 2011                       | Полона Герцог                                       | Юганна Ларссон                                      | 6–4, 7–5                                            |
| 2012                       | Полона Герцог (2)                                   | Матільда Йоганссон                                  | 0–6, 6–4, 7–5                                       |
| 2013                       | Серена Вільямс                                      | Юганна Ларссон                                      | 6–4, 6–1                                            |
| 2014                       | Мона Бартель                                        | Шанелль Схеперс                                     | 6–3, 7–6(7–3)                                       |
| 2015                       | Юганна Ларссон                                      | Мона Бартель                                        | 6–3, 7–6(7–2)                                       |
| 2016                       | Лаура Зігемунд                                      | Катержина Сінякова                                  | 7–5, 6–1                                            |
| 2017                       | Катержина Сінякова                                  | Каролін Возняцкі                                    | 6–3, 6–4                                            |
| 2018                       | Не проводився                                       | Не проводився                                       | Не проводився                                       |
| ↓ Турнір WTA 125K series ↓ |                                                     |                                                     |                                                     |
| 2019                       | Дой Місакі                                          | Данка Ковинич                                       | 6–4, 6–4                                            |
| 2020                       | Не проводився через пандемію коронавірусної хвороби | Не проводився через пандемію коронавірусної хвороби | Не проводився через пандемію коронавірусної хвороби |
| 2021                       | Нурія Паррісас-Діас                                 | Ольга Говорцова                                     | 6–2, 6–2                                            |
| 2022                       | Чан Су Джон                                         | Ребека Масарова                                     | 3–6, 6–3, 6–1                                       |
| 2023                       | Ольга Данилович                                     | Емма Наварро                                        | 7–6(7–4), 3–6, 6–3                                  |
| 2024                       | Мартіна Тревізан                                    | Енн Лі                                              | 6–2, 6–2                                            |

### Жінки, парний розряд
| Рік                        | Чемпіонки                                           | Фіналістки                                          | Рахунок                                             |
| -------------------------- | --------------------------------------------------- | --------------------------------------------------- | --------------------------------------------------- |
| 2009                       | Хісела Дулко Флавія Пеннетта                        | Нурія Льягостера Вівес Марія Хосе Мартінес Санчес   | 6–2, 0–6, 10–5                                      |
| 2010                       | Хісела Дулко (2) Флавія Пеннетта (2)                | Рената Ворачова Барбора Заглавова-Стрицова          | 7–6(7–0), 6–0                                       |
| 2011                       | Лурдес Домінгес Ліно Марія Хосе Мартінес Санчес     | Нурія Льягостера Вівес Арантча Парра Сантонха       | 6–3, 6–3                                            |
| 2012                       | Каталіна Кастаньо Маріана Дуке Маріньйо             | Ева Грдінова Мервана Югич-Салькич                   | 4–6, 7–5, [10–5]                                    |
| 2013                       | Анабель Медіна Ґарріґес Клара Закопалова            | Александра Дулгеру Флавія Пеннетта                  | 6–1, 6–4                                            |
| 2014                       | Андрея Клепач Марія Тереса Торро Флор               | Джоселін Рей Анна Сміт                              | 6-1, 6–1                                            |
| 2015                       | Юганна Ларссон Кікі Бертенс                         | Татьяна Марія Ольга Савчук                          | 7–5, 6–4                                            |
| 2016                       | Андреа Міту Аліція Росольська                       | Леслі Керкгове Лідія Морозова                       | 6–3, 7–5                                            |
| 2017                       | Кірін Лемуен Аранча Рус                             | Марія Ірігоєн Барбора Крейчикова                    | 3–6, 6–3, [10–8]                                    |
| Не проводився              |                                                     |                                                     |                                                     |
| ↓ Турнір WTA 125K series ↓ |                                                     |                                                     |                                                     |
| 2019                       | Дой Місакі Наталія Віхлянцева                       | Алекса Гуарачі Данка Ковинич                        | 7–5, 6–7(4–7), [10–7]                               |
| 2020                       | Не проводився через пандемію коронавірусної хвороби | Не проводився через пандемію коронавірусної хвороби | Не проводився через пандемію коронавірусної хвороби |
| 2021                       | Мір'ям Б'єрклунд Леонія Кюнг                        | Тереза Михалкова Камілла Рахімова                   | 5–7, 6–3, [10–5]                                    |
| 2022                       | Дой Місакі (2) Ребекка Петерсон                     | Міхаела Бузернеску Ірина Хромачова                  | walkover                                            |
| 2023                       | Ірина Хромачова Панна Удварді                       | Ходзумі Ері Чан Су Джон                             | 4–6, 6–3, [10–5]                                    |
| 2024                       | Пеангтарн Пліпич Цао Чяї                            | María Lourdes Carlé Юлія Рієра                      | 7–5, 6–3                                            |